# Flaminio Filonardi
Flaminio Filonardi (falecido a 12 de setembro de 1608) foi um prelado católico romano que serviu como bispo de Aquino (1579–1608).

## Biografia
No dia 13 de novembro de 1579, Flaminio Filonardi foi nomeado Bispo de Aquino durante o papado de Gregório XIII. A 8 de dezembro de 1579, foi consagrado bispo por Giulio Antonio Santorio, cardeal-sacerdote de San Bartolomeo all'Isola, com Fabio Mirto Frangipani, arcebispo titular de Nazaré, Massimiliano Palumbara, arcebispo de Benevento, e Giovanni Battista Santorio, bispo de Alife, servindo como co-consagradores. Serviu como Bispo de Aquino até à sua morte a 12 de setembro de 1608.

## Sucessão episcopal
Enquanto bispo, ele foi o principal co-consagrador de:
- Scipione Gesualdo (1585);
- Scipione Spina (1591);
- Napoleone Comitoli (1591);
- Claudio de Curtis (1592);
- Nicolò Stizzia (1594);
- Georgius Perpignani (1594);
- Placido della Marra (1595);
- Giulio Doffius (1595); e
- Virgilio Fiorenzi (1605).